# Charles Benyon Lloyd Jones
Charles Benyon Lloyd Jones, bekannt als Charles Lloyd Jones (* 4. Dezember 1932 in Sydney; † 11. Juli 2010 in Wyoming, New South Wales), war ein australischer Geschäftsmann und Kunstmäzen. Nach der Gründung des Unternehmens in 1838 durch seinen Urgroßvater war er das letzte Familienmitglied, das die Kaufhauskette David Jones leitete. Von 1972 bis 1988 war er Generalkonsul von Finnland in Sydney.

## Leben
Charles Benyon Lloyd Jones war der zweite Sohn des Vorstandsvorsitzenden der australischen Kaufhauskette David Jones, Sir Charles Lloyd Jones,  und dessen dritter Ehefrau, Hannah Benyon Jones, die 1929 in Chicago geheiratet hatten. 1932 erwarben seine Eltern das ehemalige Anwesen der Eltern der Dichterin Dorothea Mackellar mit Namen Rosemont in Woollahra, einem noblen östlichen Stadtteil von Sydney. Jones Jr. lebte hier über 50 Jahre hinweg auf knapp 4.000 Quadratmetern Grund mit Ausblicken auf den Hafen. Wie sein Bruder David zuvor besuchte er das Internat Cranbrook School nahe bei. Darauf studierte er Kunst an der Universität Sydney und angewandte Psychologie an der University of New South Wales, nahm jedoch an den Examen nicht teil. Seinen Wehrdienst leistete er in Ingleburn und Singleton, wo er vornehmlich im Lager Dienst tat.

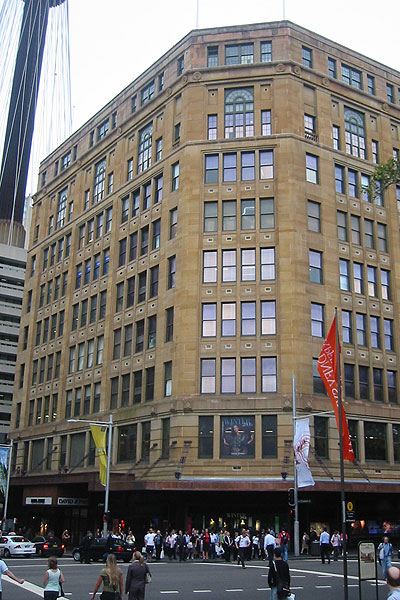
David-Jones-Flagship-Store, Ecke Elizabeth Street und Market Street, Sydney

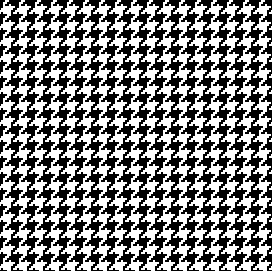
Hahnentrittmuster

Jones trat 1952 in das Familienunternehmen ein. Er hatte für ein Jahr im Kaufhaus Bullock’s in Los Angeles gearbeitet, nach seiner Rückkehr bekleidete er die Position des Werbeleiters im Kaufhaus in der Market Street im Zentrum von Sydney. 1957 trat er in den Vorstand des Unternehmens ein. Nach dem Tod ihres Vaters 1958 wurde sein Bruder David Lloyd Jones Leiter der Firma. Die Brüder verstanden sich gut und trafen sich zweimal die Woche zum Abendessen. Im März 1961 starb David Lloyd Jones im Alter von dreißig Jahren innerhalb weniger Wochen nach einer Krebsdiagnose, wonach Charles das Unternehmen, das weiland 8.000 Leute beschäftigte und einen Umsatz von knapp 39 Millionen hatte, allein führte. Ihm wird die Einführung des Hahnentrittmusters für das David-Jones-Logo zugeschrieben, das seit etwa 1963 insbesondere die Einkaufstüten unverkennbar machte.
Er rief die David Jones Awards for Fashion Excellence ins Leben, die zu den heutigen Australian Fashion Awards führten. Unter ihm expandierte David Jones in andere Bundesstaaten Australiens und kaufte Buffums’ an der Westküste der Vereinigten Staaten Amerikas. Er eröffnete die David Jones Food Hall in der Market Street, womit er das gastronomische Szene Sydneys bereicherte. Mehr als ein Jahrzehnt war er Ratsmitglied und zeitweise Präsident der Australian Retailers Association. Er stand für vier Jahre dem State Pollution Control Committee vor und war Mitglied der Darling Harbour Authority. Sieben Jahre lang war er Gouverneur des London House, das Unterkünfte für ausländische Studenten in Großbritannien bereitstellte. Von 1972 bis 1983 war er als Kurator und in seinen letzten vier Jahren als Präsident der Art Gallery of New South Wales tätig. Zudem war er Gründungsstifter der Art Gallery Foundation und arbeitete bis 2001 im Vorstand der Stiftung.
Wie sein Vater förderte er auch die David Jones Art Gallery. 1978 wurde er Erster Treuhänder der William Dobell Foundation und 2002 deren Vorsitzender, erwarb Kunst von jungen Schülern und unterstützte Art Express, das die Arbeiten von Abiturienten ausstellte. Er war Mitglied der Handelskammern Italiens, Frankreichs und Finnlands, für die er die Organisation von Kultur- und Verbraucherausstellungen vornahm.
Nachdem die Warenhauskette 140 Jahre in Familienbesitz gewesen war, übernahm 1980 die als solches wenig bedeutende Reederei Adelaide Steamship Company (Adsteam) im Rahmen einer Unternehmensdiversifizierung die Kontrolle über das behäbig gewordene Unternehmen. David Jones war die erste beachtenswerte Übernahme durch Adsteam, das sich anschickte, in den folgenden Jahren zum größten Corporate Raider („Heuschrecke“) Australiens zu werden. Jones verblieb ein weiteres Jahr formell Vorsitzender des Aufsichtsrates.
1981 verkauften Jones und seine Mutter Rosemont. Es wurde ein Preis von bis zu 2,5 Millionen Dollar berichtet. Auch diverser Hausrat und Kunstwerke wurden versteigert. Die Auktion zog sich über mehrere Tage hin, und laut der durchführenden Firma soll der Gesamtwert etwa eine Million Dollar betragen haben. Danach zogen Charles Lloyd Jones und seine Mutter in eine etwa eine Million Dollar teure Wohnung im Kincoppal House im zentrumsnahen Viertel Potts Point. Im darauffolgenden Jahr verstarb seine Mutter. Er lebte nun meist auf seiner Farm Summerlees im Yarramalong Valley nahe Wyong an der Central Coast nördlich von Sydney, die er gegen Ende der 1960er Jahre erworben hatte und wo er Murray-Grey-Rinder züchtete.
1990 kollabierte die zum größten Konglomerat Australiens herangewachsene Adsteam bei Zinssätzen von 17 % unter einer Schuldenlast von acht Milliarden Dollar, und die Aktien wie auch die von David Jones sanken ins Bodenlose. In den nächsten Jahren wurde Adsteam abgewickelt. Zuletzt hielt Adsteam 49 % des Kapitals von David Jones und Adsteam 44 % von David Jones.
Mit dem Ausbleiben der regelmäßigen Dividenden und dem Verlust des Großteils seines Kapitals musste Lloyd Jones Einschränkungen vornehmen. 1992 verkaufte er sein etwa zwei Jahre zuvor erworbenes Haus in Watsons Bay am östlichen Ende des Sydneyer Hafens, ein von Graham Jahn umgestalteter früherer Metzgerladen mit 180 Grad Ausblick auf den Hafen, für 1,55 Millionen Dollar. Gleichzeitig verkaufte er noch mehr Hausrat und sonstige Kleinodien – darunter ein 1962 Rolls-Royce Silver Cloud II und ein 1954 Bentley R Shooting Brake, Gemälde von William Dobell und Arthur Streeton sowie seine Bestände an georgischem Silber, Baccarat Kristall, Meißner Porzellan, Staffordshire Potteries und die Auguste Rodin Statuette l'Athlete – für etwa denselben Betrag. Er nannte das „sich von unproduktivem Vermögen trennen“.
Später verkaufte er ebenfalls Summerlees sowie große Teile des dazugehörenden Grundstücks und zog in ein kleineres Haus auf 40 Hektar um.
Charles Lloyd Jones war beiden Geschlechtern zugeneigt und unverheiratet geblieben. Er starb im Juli 2010 allein in einem Seniorenheim mit vier Landschaftsgemälden seines Vaters an den Wänden. Er hatte vorher kundgetan, dass er kaum noch etwas anderes brauche.

## Ehrungen
- Offizier des Verdienstordens der Italienischen Republik
- Komtur des Ordens des Löwen von Finnland
- Companion des Order of St. Michael and St. George (1978)